# Phasmarhabditis hermaphrodita

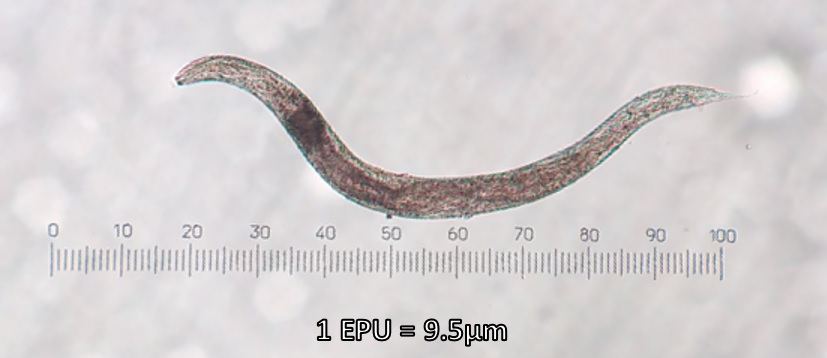
Volwassen vrouwelijke Phasmarhabditis hermaphrodita-rondworm.

Infectieuze Phasmarhabditis hermaphrodita-larve infecteert slak

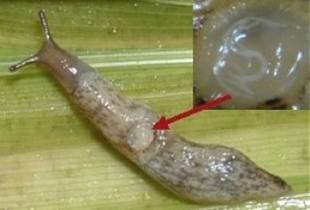
Gevlekte akkerslak geïnfecteerd met Phasmarhabditis hermaphrodita.

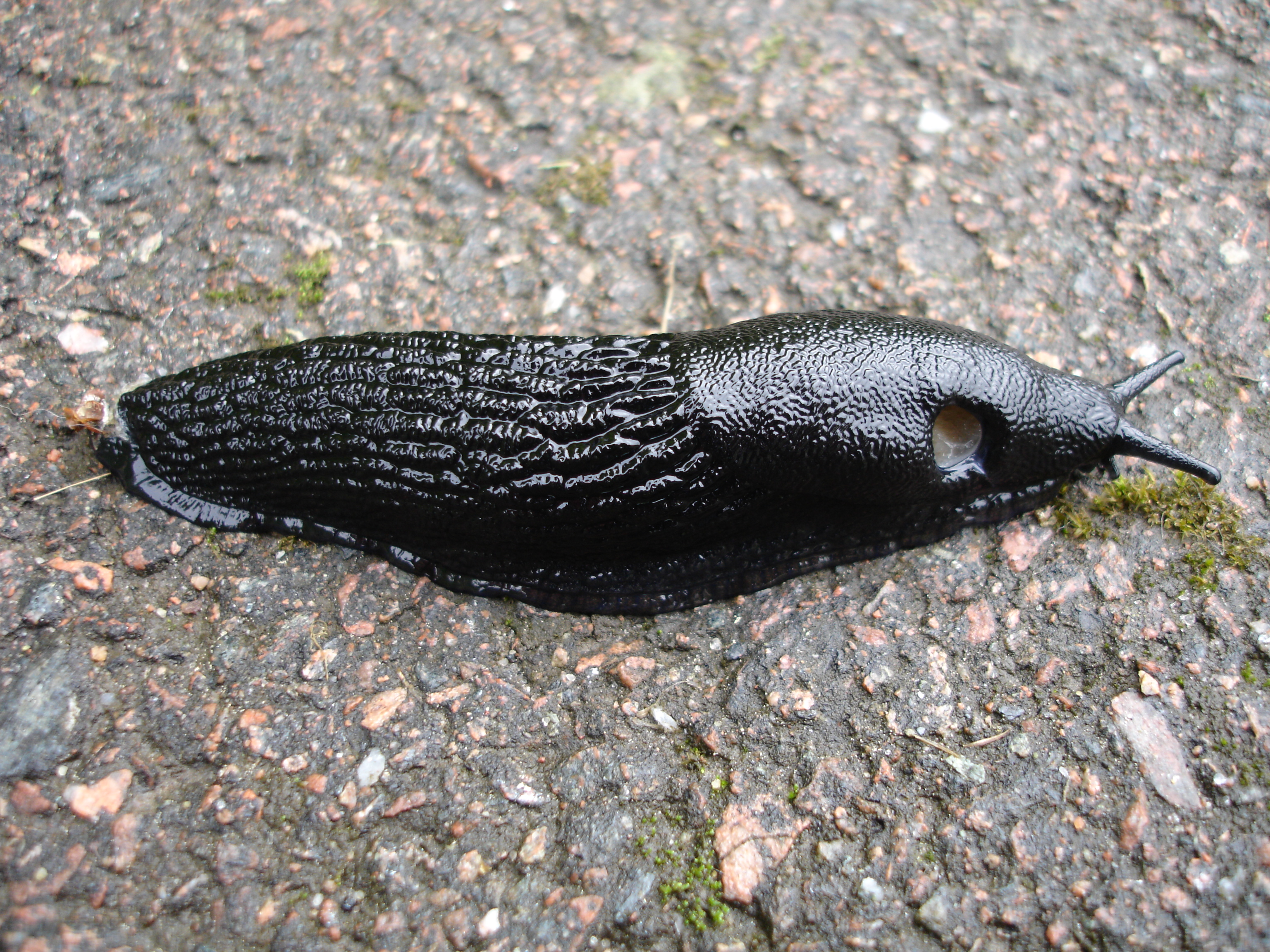
Ademopening van de duistere wegslak.

Phasmarhabditis hermaphrodita is een facultatieve endoparasitaire entomopathogene rondworm die naaktslakken en slakken kan doden. De rondworm behoort tot de familie Rhabditidae, dezelfde familie waar ook het modelorganisme Caenorhabditis elegans toebehoort. Het geslacht Phasmarhabditis (Grieks: Phasma = (φάσμα (monster); rhabditis = (ῥάβδος (staafvormig)) omvat de soorten P. hermaphrodita, P. neopapillosa, P. californica, P. papillosa, P. apuliae, P. bohemica, P. bonaquaense, P. huizhouensis, P. nidrosiensis, P. valida and P. tawfiki.
Phasmarhabditis hermaphrodita voedt zich met bacteriën en is een dodelijke parasiet van verschillende op het land levende slakken, die behoren tot de families Arionidae (wegslakken), Milacidae en Limacidae. De rondworm kan zich ook voortplanten op rottend materiaal en in dode naaktslak- en andere slaksoorten. Phasmarhabditis hermaphrodita werd voor het eerst geïsoleerd en gepubliceerd door A. Schneider in 1859 De rondworm werd in de jaren negentig intensief bestudeerd door onderzoekers van Long Ashton Research Station, die op zoek waren naar een biologisch bestrijdingsmiddel tegen slakken. Phasmarhabditis hermaphrodita werd hier geïsoleerd en in 1994 ontwikkeld tot een biologisch bestrijdingsmiddel (Nemaslug®) voor het minimaliseren van de schade aan landbouwgewassen door naaktslakken en slakken.
Het lichaam is 1,3 - 1,7 mm lang en met een geschatte omtrek van 0,180 mm. Zie voor verdere lichaamsbouw: rondwormen.
Phasmarhabditis hermaphrodita heeft vier larvale stadia voorafgaand aan het volwassen stadium van een reproductief, hermafrodiet vrouwtje. Deze soort kent ook mannetjes, maar die zijn zeer zeldzaam. Maupas vond bij 15.000 individuen slecht 21 mannetjes (0,14% van de populatie). Infectieuze L3-larven worden geproduceerd bij ongunstige omstandigheden zoals lage voedselniveaus, hoge populatiedichtheid of hoge temperaturen. Deze infectieuze larven hebben een vernauwde farynx, de dubbele dikte van een normale cuticula en toename van lipidedruppeltjes in hun cytoplasma Het belangrijkste van deze infectieuze fase is echter het vermogen om nieuwe gastheren te infecteren om zo een nieuwe voedselbron te verkrijgen. De infectieuze larven hebben geen voedselbron nodig en kunnen tot acht keer langer overleven dan een niet-infectieuze rondworm. Phasmarhabditis hermaphrodita is morfologisch identiek aan twee andere Phasmarhabditis-soorten Phasmarhabditis neopapillosa en Phasmarhabditis tawﬁki Echter Phasmarhabditis neopapillosa is een soort met een gelijk aantal mannetjes en vrouwtjes.

## Reproductie en ontwikkeling
Phasmarhabditis hermaphrodita is een protandrische, zelfbevruchtende (autogame) hermafrodiet. De belangrijkste voedingsbodem voor de reproductie is bacterierijk materiaal zoals ontbindende, dode naaktslakken, slakken, wormen, insecten en bladeren, compost en ontlasting van slakken. L3-infectieuze larven zoeken nieuwe gastheren op, waarbij ze reageren op sporen van de gastheer, zoals slijm en ontlasting of een bacterierijke omgeving. Zodra een nieuwe gastheer is gevonden, gaat de larve de slak binnen via de aan de rugzijde onder de mantel gelegen ademopening en vervolgens via het korte kanaal de mantelholte in, waarna de larve zich ontwikkelt tot een zelfbevruchtende hermafrodiet en begint zij met het produceren van nieuwe larven. Tijdens het verblijf in de nog levende gastheer kan het hermafrodiete vrouwtje 250 - 300 larven produceren.
In dit stadium, afhankelijk van de temperatuur, het gewicht van de gastheer en de dichtheid van de rondwormpopulatie in de bodem, kan de gastheer binnen 4 tot 21 dagen sterven. Onderzoeken echter tonen aan dat als de gastheer maar groot genoeg (meer dan 1 g) is, sommige naaktslakken (bijv. de Spaanse wegslak) rondworminfecties kunnen tegenhouden. Waarom de gastheer dood gaat, is nog steeds niet volledig opgehelderd, of het nu te wijten is aan interne schade door de nieuwe nakomelingen van de rondwormen of door het vrijkomen van de bacterie Moraxella osloensis. Moraxella osloensis werd gevonden in groeiende kweken van Phasmarhabditis hermaphrodita en er werd aangetoond dat het naaktslakken doodde wanneer ze in grote hoeveelheden werden geïnjecteerd in de gevlekte akkerslak, maar ze worden niet overgedragen op de nakomelingen van de rondwormen. De bacteriën zijn verantwoordelijk voor het doden van de naaktslakken; Phasmarhabditis hermaphrodita-rondwormen zonder bacteriën veroorzaken geen dood van de gastheer. Wanneer geïnfecteerd door Phasmarhabditis hermaphrodita veranderen zowel morfologische als gedragskenmerken van de slak. Morfologische veranderingen omvatten een zwelling van de 'huid', waarin zowel vloeistof als reproducerende rondwormen zich ophopen.
Geïnfecteerde naaktslakken zullen ook afgelegen plekken opzoeken om te sterven, zoals scheuren in de grond waar ze zich dieper in de bodemlaag kunnen verbergen. Dit zorgt ervoor dat de rondwormen geen last hebben van aaseters. Daarnaast voorkomen de diepere lagen in de grond dat het kadaver uitdroogt. Tevens bevordert een vochtige omgeving de groei van diverse bacteriën, die ook als voedsel voor de rondwormen kunnen dienen. In het kadaver blijven de rondwormen zich voortplanten totdat het voedsel op is en er meer infectieuze L3-larven worden geproduceerd, die op zoek gaan naar nieuwe gastheren. Op dit moment koloniseren bacteriën hun spijsverteringskanaal.

## Biologisch bestrijdingsmiddel
Op het land levende slakken zijn over de hele wereld een veel voorkomend probleem in agrarische gebieden met een vochtig klimaat, De slakken beschadigen de gewassen door het eten van bladeren en stengels en/of besmetting met slijm en ontlasting. Alleen al in het Verenigd Koninkrijk komen op 59% van het totale areaal van koolzaad en op 22% van het areaal met tarwe naaktslakken voor. Zonder enige vorm van slakkenbestrijding zou voor zowel koolzaad als tarwe de kosten voor de Britse landbouwindustrie ongeveer £ 43,5 miljoen per jaar bedragen.
Phasmarhabditis hermaphrodita werd ontwikkeld tot een natuurlijk slakkenbestrijdingsmiddel om schade aan gewassen door slakken uit de families Arionidae, Milacidae, Agriolimacidae, Limacidae en Vaginulidae te voorkomen. Phasmarhabditis hermaphrodita is de enige rondworm, die is ontwikkeld als een biologisch molluscicide en voor het eerst op de markt gebracht werd onder de naam Nemaslug® door MicroBio Ltd in 1994, vervolgens overgenomen door Becker Underwood in 2000 en uiteindelijk overgenomen door BASF in 2012. Nemaslug® wordt verkocht in 15 Europese landen en gebruikt door boeren, tuinders en particulieren. Het kan alleen naaktslakken en slakken doden en is niet schadelijk voor andere organismen zoals regenwormen, insecten, mijten en teken. Andere methoden van slakkenbestrijding omvatten chemische bestrijdingsmiddelen, zoals metaldehyde, ijzer(III)fosfaat en carbamaat-verbindingen (Methiocarb en Thiodicarb), waarvan is aangetoond dat ze schade veroorzaken aan vele andere organismen, waaronder zoogdieren.
Phasmarhabditis hermaphrodita wordt massaal geproduceerd in fermentoren (tot 20.000 liter) in een vloeibare bouillon met de bacterie Moraxella osloensis. Bij de bestrijding van de slakken worden per hectare 3 x 109 rondwormen verspoten. Nemaslug® is succesvol gebleken bij het verminderen van de landbouwschade door slakken in gewassen zoals wintertarwe, sla, koolzaad, aardbeien, spruitkool, asperge en andere gewassen. Hoewel Nemaslug® langer (1-3 weken) nodig heeft om naaktslakken te doden dan chemische bestrijdingsmiddelen, is aangetoond dat het even of effectiever is in het doden van naaktslakken dan chemische bestrijdingsmiddelen. Een bijkomend voordeel van Phasmarhabditis hermaphrodita is zijn vermogen om het vreten door geïnfecteerde naaktslakken sterk te onderdrukken en om niet-geïnfecteerde slakken af te schrikken.

## Gastheren
- Naaktslakken:
  - Arion ater (juvenielen),
  - Arion distinctus,
  - Arion intermedius,
  - Arion lusitanicus (juvenielen),
  - Arion silvaticus,
  - Deroceras reticulatum,
  - Deroceras laeve,
  - Deroceras panormitanum,
  - Leidyula floridana,
  - Tandonia budapestensis,
  - Tandonia sowerbyi.

- Slakken:
  - Cepaea hortensis,
  - Cernuella virgata,
  - Cochlicella acuta,
  - Helix aspersa (juvenielen),
  - Lymnaea stagnalis,
  - Monacha cantiana,
  - Theba pisana.